# فهرست شهرهای قاره آمریکای جنوبی
فهرست شهرهای قاره آمریکای جنوبی.

## کشورها
- فهرست شهرهای آرژانتین
- فهرست شهرهای بولیوی
- فهرست شهرهای برزیل
- فهرست شهرهای شیلی
- فهرست شهرهای کلمبیا
- فهرست شهرهای اکوادور
- فهرست شهرهای گویان
- فهرست شهرهای پاراگوئه
- فهرست شهرهای پرو
- فهرست شهرهای سورینام
- فهرست شهرهای ترینیداد و توباگو
- فهرست شهرهای اروگوئه
- فهرست شهرهای ونزوئلا

## مستعمره‌ها
- فهرست شهرهای جزایر فالکلند
- فهرست شهرهای گویان فرانسه